# Автоматика предотвращения нарушения устойчивости
Автоматика предотвращения нарушения устойчивости (АПНУ) энергосистемы — совокупность устройств противоаварийной автоматики, предназначенных для предотвращения нарушения динамической устойчивости при аварийных возмущениях и обеспечения в послеаварийных условиях нормативного запаса статической устойчивости для заданных сечений охватываемого района.
АПНУ представляет собой первый эшелон системы противоаварийной автоматики, обеспечивающий устойчивость энергосистемы. В случае, если нарушение устойчивости все же происходит, подсистема АЛАР обеспечивает прекращение асинхронного режима путём ресинхронизации или деления электрической сети.
Различают централизованную и децентрализованную систему АПНУ. В большинстве случаев (по состоянию на 2009 год) АПНУ выполнена с помощью устройств, действующих децентрализованно, но с развитием противоаварийной автоматики идёт создание и развитие централизованных комплексов.

## Виды автоматики
Подсистема АПНУ включает следующие виды автоматики:
- АРОЛ, АРОДЛ — автоматика разгрузки при отключении одной или двух линий электропередачи
- АРСП — автоматика разгрузки при статической перегрузке электропередачи
- АРДП — автоматика разгрузки при динамической перегрузке электропередачи
- АРКЗ — автоматика разгрузки при близких или затяжных коротких замыканиях
- АРОГ — автоматика разгрузки электропередач при отключении генераторов
- АДВ — автоматика дозировки воздействия

## Управляющие воздействия
Подсистема АПНУ осуществляет почти все из возможных управляющих воздействий противоаварийной автоматики:
- ОГ — отключение турбогенераторов
- ИРТ, ДРТ — кратковременная (импульсная) и длительная разгрузка турбин
- ОН — отключение части нагрузки потребителей
- ЧП — частотный пуск гидрогенераторов и перевод их из режима синхронного компенсатора в активный режим
- ЗГ — загрузка гидро- и турбогенераторов
- ОТ — электрическое торможение агрегатов путём включения нагрузочных активных сопротивлений

Ввиду меньшей эффективности относительно повышения пределов устойчивости, дополнительными считаются следующие управляющие воздействия:
- ОР — воздействия на отключение шунтирующих реакторов
- ФК — форсировка устройств продольной и поперечной компенсации
- ФВ — форсировка возбуждения
- ИУН — изменение уставки АРВ по напряжению[5]

## Примеры АПНУ
В качестве примеров автоматики предотвращения нарушения устойчивости можно привести АПНУ Алтайской энергосистемы, Централизованный комплекс АПНУ западной и центральной части ОЭС Сибири.